# ألبيرتينا هو
ألبيرتينا هو (بالإندونيسية: Albertina Ho)‏ هي قاضية إندونيسية، ولدت في 1960 في Southeast Maluku Regency ‏ في إندونيسيا.